# 6e dynastie van Egypte
De 6e dynastie van het oude Egypte liep van ca. 2347 tot 2216 v.Chr. en was de laatste dynastie van het Oude Rijk en leidde uiteindelijk tot de eerste tussenperiode.
De traditie van het bouwen van kleine piramides waarvan de wanden gedecoreerd werden met de magische Piramideteksten werd voortgezet tot aan het eind van het Oude Rijk.
Tijdens de regering van Pepi II vond het grootste verval plaats, wat duidelijk zichtbaar is in de graven. Er werd minder gedecoreerd, vaak werd zelfs alleen het ondergrondse deel van het graf gedecoreerd. Na het einde van de regering van Pepi II kwam er een einde aan het centrale gezag van de farao. De provinciale bestuurders waren steeds onafhankelijker geworden en namen elk voor zich de macht over, waardoor er niets over bleef van de politieke eenheid van het Oude Rijk.

## Galerij

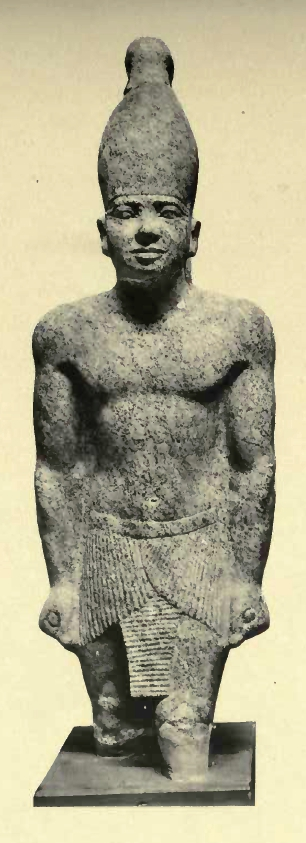
Standbeeld van Teti
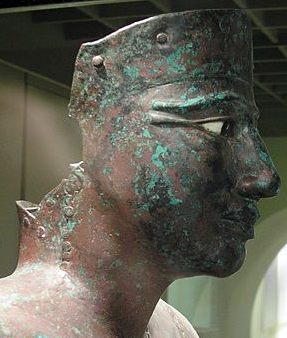
Koperen standbeeld van Pepi I
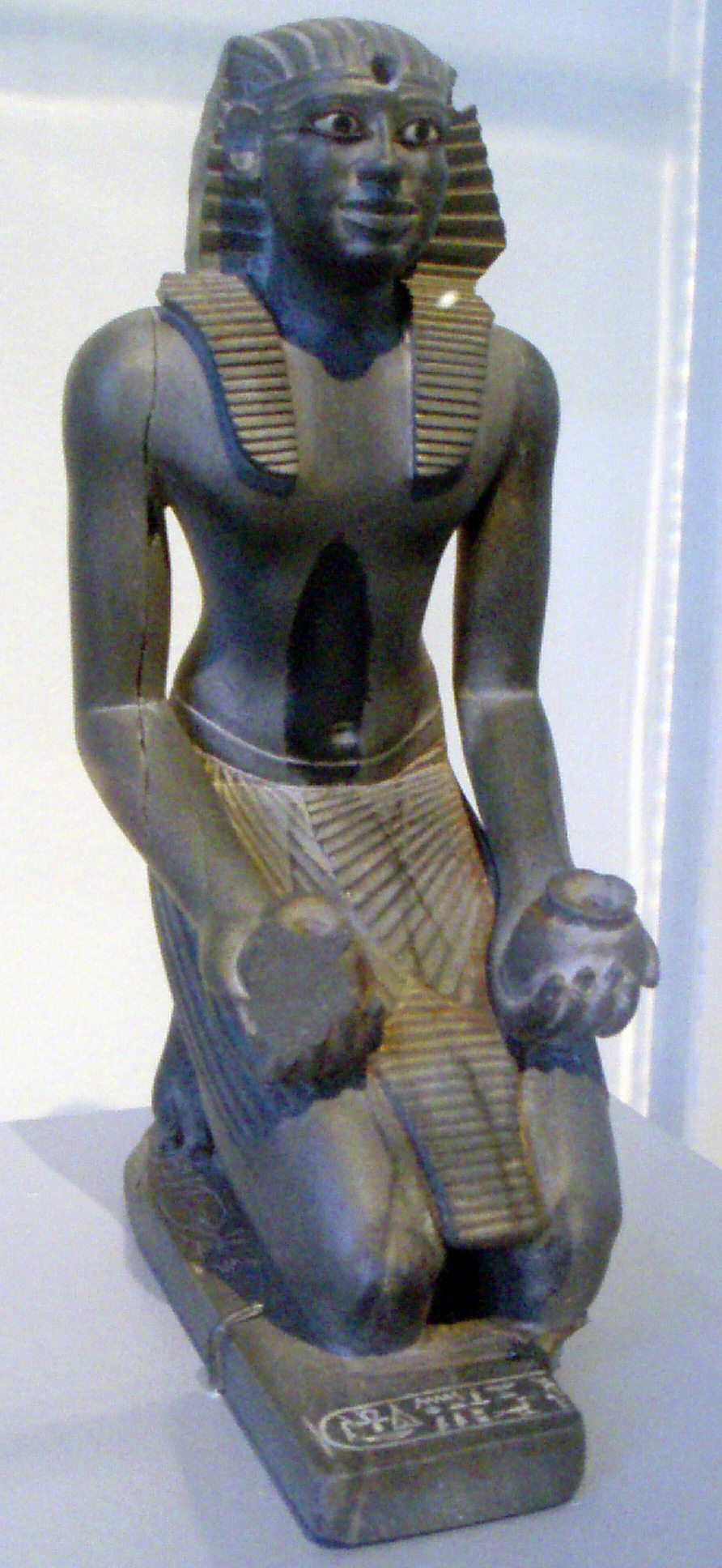
Standbeeld van Pepi I
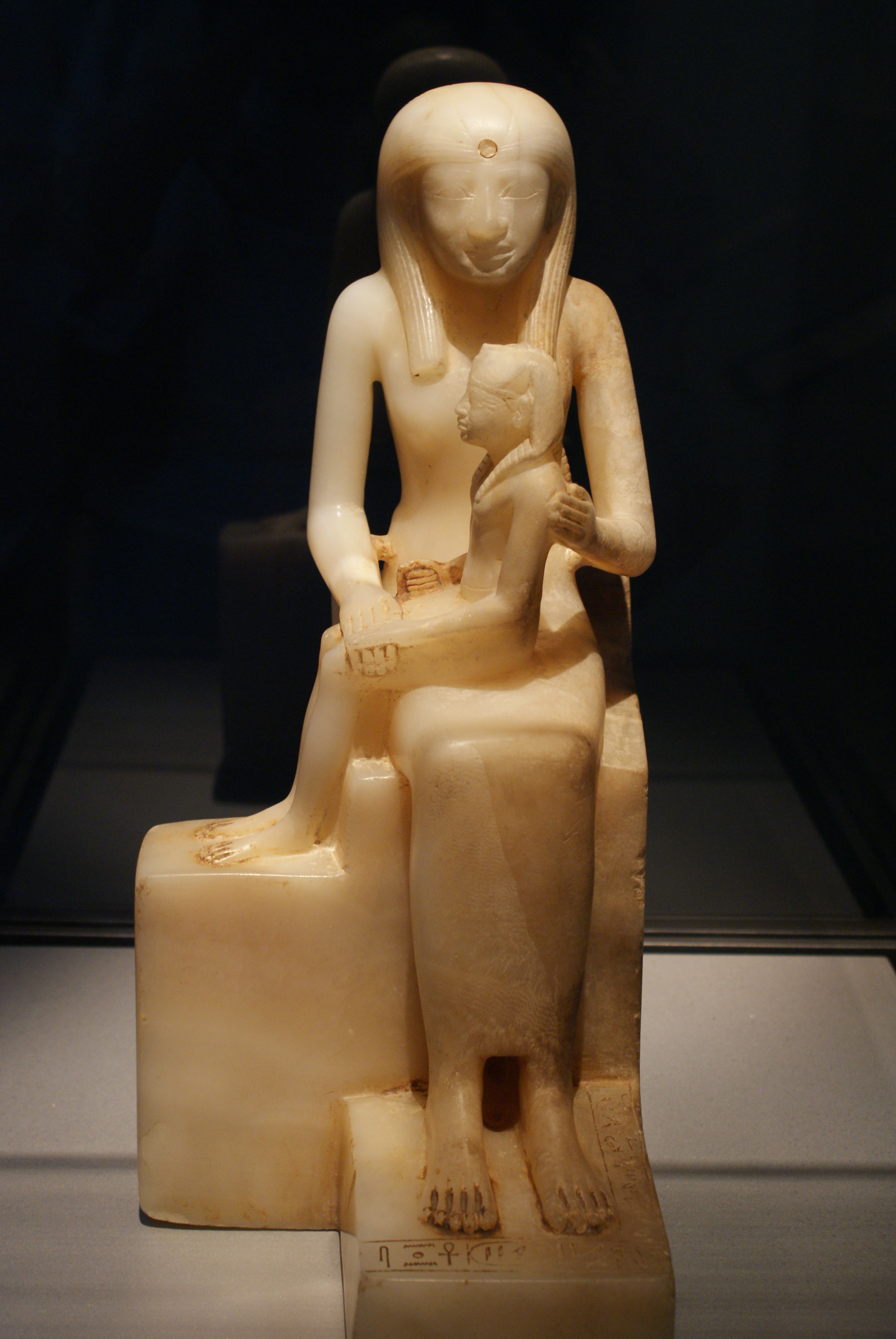
Beeldje van koningin Merenre II en Pepi II